# Callilepis gertschi
Espèce
Callilepis gertschi est une espèce d'araignées aranéomorphes de la famille des Gnaphosidae.

## Distribution
Cette espèce se rencontre aux États-Unis en Arizona et au Texas et au Mexique au Sonora, au Nuevo León et au Tamaulipas,,.

## Description
Les mâles mesurent de 2,64 à 3,70 mm et les femelles 3,83 mm en moyenne.

## Étymologie
Cette espèce est nommée en l'honneur de Willis John Gertsch.

## Publication originale
- Platnick, 1975 : A revision of the Holarctic spider genus Callilepis (Araneae, Gnaphosidae). American Museum novitates, no 2573, p. 1-32 (texte intégral).